# Хоуп (диамант)
Вижте пояснителната страница за други значения на Хоуп.
Хоуп (от англ. Hope – „Надежда“) е голям диамант с тегло 45,52 карата (или 9,1 грама), намиращ се в Музея по естествена история при Смитсоновия институт във Вашингтон.
Скъпоценният камък има тъмносин цвят и изключително чист блясък. Наречен е на името на негов собственик – лондонския банкер Хенри Хоуп.
Поради поредица от неприятности и фатални случаи, свързани с негови собственици, мнозина вярват, че скъпоценният камък носи нещастие.
Откраднат е от Индия, където, според легендата, бил третото око в статуята на Кали – богиня на смъртта и разрушението. В Европа е пренесен през 1668 г. от френския пътешественик и търговец Жан-Батист Таверние, а той го продава на френския крал Луи XIV. Тогава диамантът е тежал почти 112 карата.
През 1673 г. кралят заповядва да бъде обработен и теглото на красивия син камък намалява до 67 карата. Тогава тръгва мълвата за проклятието на тази скъпоценност, защото по времето на пренасянето му на Стария континент пламва епидемия от чума. Жан-Батист Таверние умира от ужасна смърт – разкъсан е от кучета, а Кралят-Слънце по време на танци си навяхва крака, получава гангрена и умира. Сдобилият се в наследство с елмаза крал Луи XVI го подарява на съпругата си Мария-Антоанета, която завършва трагично живота си, обезглавена на гилотината.
През 1792 г., по време на хаоса на Френската революция, брилянтът е откраднат и изчезва за около 32 години. През 1824 г. скъпоценният камък е продаден на английския крал Джордж V, а след неговата смърт през 1830 г. го купува лондонският банкер и колекционер на скъпоценности Хенри-Филип Хоуп. До 1901 г. получилият вече име брилянт „Хоуп“ остава в семейната колекция. Тук зловещите събития, които го съпровождат, продължават – Хенри Хоуп умира от загадъчна болест, наследникът на банкера се разорява и за да изплати дълговете си, го продава, както се предполага, на турски колекционер, загинал по време на морска буря. Брилянтът обаче оцелява и се появява в Турция, където през 1905 или 1906 г. семейство Евелин и Едуард Маклин го виждат в двореца на турския султан.
Не е ясно точно как, но няколко години по-късно брилянтът „Хоуп“ вече се е озовава в Париж и на него попада отново същата Евелин Маклин, дъщеря на собственика на вестник „Вашингтон Поуст“. Показва ѝ го ювелирът Пиер Картие, който по онова време е започнал да набира известност. Богатата американка е пленена от гледката и наброява за брилянта 187 000 щ. долара. Купувайки го, Евелин Маклин занася камъка в католическа църква, за да бъде свалено проклятието от него. Последвалите събития обаче говорят по-скоро за липсата на ефект от свещенодействието, защото богатият ѝ съпруг се пропивал все повече, свекървата на Евелин починала от скоротечна и твърде необичайно протекла пневмония, свекърът ѝ предложил на Евелин да се разведе със сина му и да се омъжи за него, но това не станало и след смъртта му се оказало, че е лишил от наследство потомъка си. Първородният син на Евелин, кръстен на загиналия ѝ при катастрофа брат Винсент, бил блъснат от кола, прибрал се привидно здрав, без счупвания и болки в къщи и починал през нощта от вътрешен кръвоизлив. По-късно съпрузите Маклин се развеждат, а дъщерята на Евелин се самоубива със сънотворни таблетки.
След смъртта на Евелин Маклин брилянтът „Хоуп“ е продаден през 1949 г. за 176 000 щ. долара на ювелира Хари Уинстън, който го дарява на Смитсоновия институт във Вашингтон. Когато дарението е оповестено, пристигат много писма от американци, разтревожени за бъдещата съдба на новия собственик на брилянта – Съединените щати.
Днес наричат брилянта „Хоуп“ най-скъпия малък предмет на света и оценяват стойността му на 200 млн. щ. долара, т.е. почти по 5 млн. щ. долара на 1 карат от него.